# Stuart Gibson
Pour les articles homonymes, voir Gibson.
Stuart Gibson, aussi appelé Stu Gibson, est un athlète britannique puis australien né le 13 janvier 1977 à Glasgow. Spécialiste du 1 500 mètres, il se reconvertit dans l'ultra-trail et remporte 100 Australia en 2010 et 2014.

## Résultats
| no  | masculin      | Course        | Longueur | Départ      | Temps           |
| --- | ------------- | ------------- | -------- | ----------- | --------------- |
| 1er | Médaille d'or | 100 Australia | 100 km   | 15 mai 2010 | 9 h 54 min 19 s |
| 1er | Médaille d'or | 100 Australia | 100 km   | 17 mai 2014 | 9 h 31 min 11 s |